# Belisana tongle
Belisana tongle is een spinnensoort uit de familie trilspinnen (Pholcidae). De soort komt voor in China.